# 南青毛堀川
南青毛堀川（みなみあおげぼりかわ）は、埼玉県加須市を流下する河川である。

## 概要
この南青毛堀川は周辺の水田や沼沢地からの排水路として開削された農業排水路であり、北方を並行して流下する北青毛堀川に対し南方を流下していることから南青毛堀川という名称がついた。略称として南青毛堀（みなみあおげぼり）と称される。また、下流河川である青毛堀川が「オオゲ ボリ」と呼称されることがあるため、「ミナミ オオゲボリ」と称されることもある。これは「青毛堀川」という名称の由来となっている、かつての埼玉郡青毛村（現在の久喜市青毛）の呼称に因る。流域周辺は一部集落の周辺を流下するが、ほとんどの区間では水田などの農地となっている。なお、詳細な流路に関しては以下の流路節を参照されたい。北青毛堀川との合流地点には「一級河川青毛堀川起点」の碑が設けられている。
流入
- 戸崎用水（「西浦橋」付近）

## 流路
- 水源：加須市道地周辺[4]の水田などからの農業排水
- 道地の北部を東南東に向かい流下する。
- 国道122号を東側へと横断し、戸崎のほぼ中央を幾分か蛇行しながらおおよそ東へ向かい流下する。
- 「西浦橋」の上流側（西側）にて南から流下してくる戸崎用水の流末が流入する。
- 上高柳のほぼ中央部を幾分か蛇行しながらおおよそ東南東に向かい流下し、加須鴻巣線橋梁「船橋」を東側へ横断した付近より東へと流路を変え流下する。
- 下高柳を東へと流下し、加須菖蒲線の西側にて西北西方より流下してくる北青毛堀川と合流し、流末が青毛堀川となり終点となる。
- 終点：青毛堀川

## 橋梁

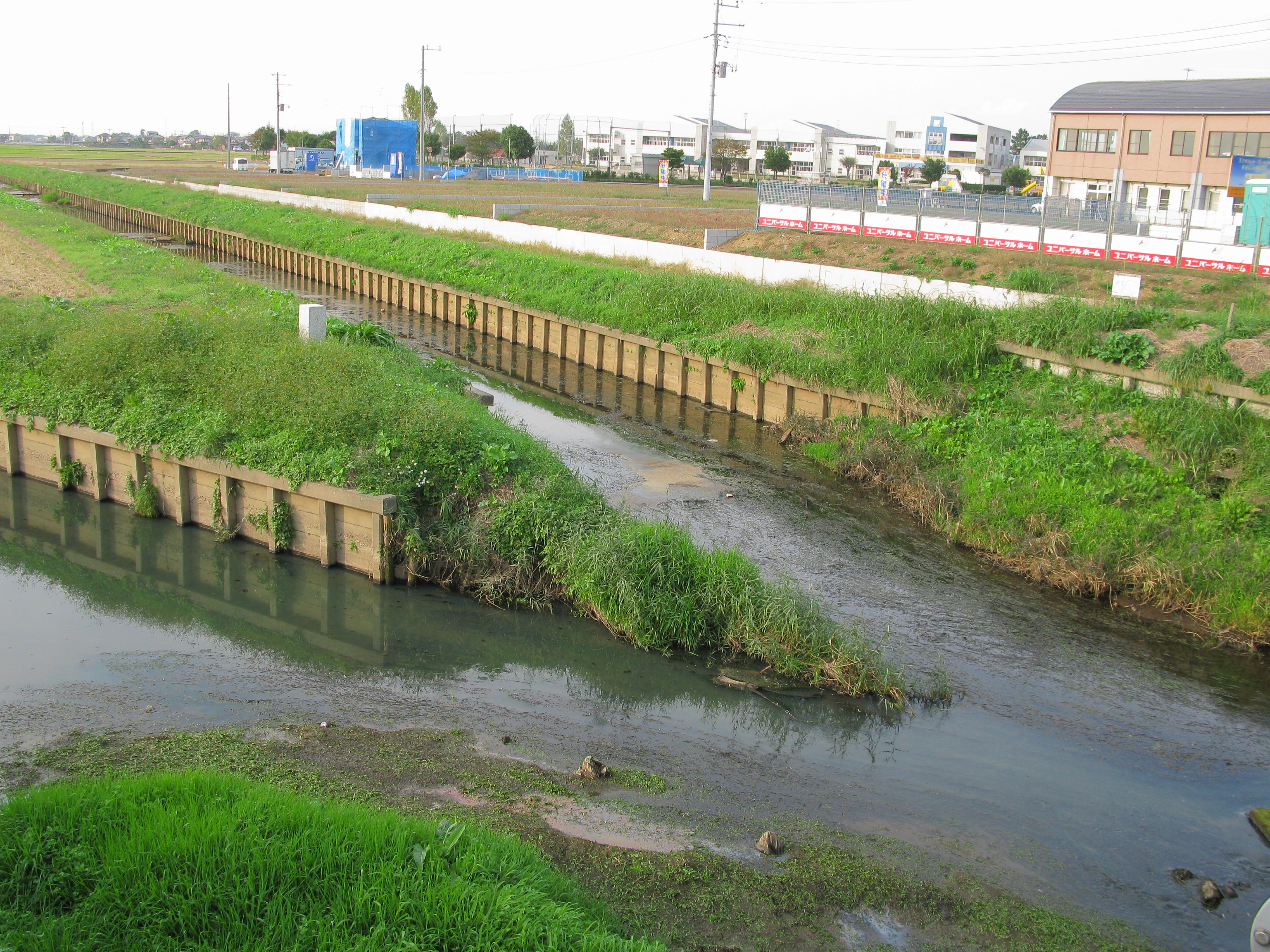
北青毛堀川と南青毛堀川の合流点

- （国道122号）
- 西浦橋
- 船橋（埼玉県道38号加須鴻巣線）

## 流域周辺所在の施設
- いなほの湯
- 加須市立加須南小学校
- ビバモール加須